# Music Rising
Music Rising foi um festival realizado em meados de setembro no estádio Superdome.Teve a participação das bandas U2 e Green Day.Toda a renda arrecadada foi para ajudar as vítimas do furacão Katrina.

## Músicas Tocadas
"House of the Rising Sun"
"Wake Me Up When September Ends"
"The Saints Are Coming"
"Beautiful Day"

## Curiosidades
Bono Vox e Billie Joe Armstrong gravaram uma reportagem falando da importância da ajuda que a renda arrecadada 
daria para as vítimas do furacão.
Larry Mullen Jr. fez todos os backing vocals(alguns com The Edge),coisa que não acontece muito no U2.